# Hemisphaerius sexvittatus
Hemisphaerius sexvittatus är en insektsart som beskrevs av Stsl 1870. Hemisphaerius sexvittatus ingår i släktet Hemisphaerius och familjen sköldstritar. Inga underarter finns listade i Catalogue of Life.